# Barhal

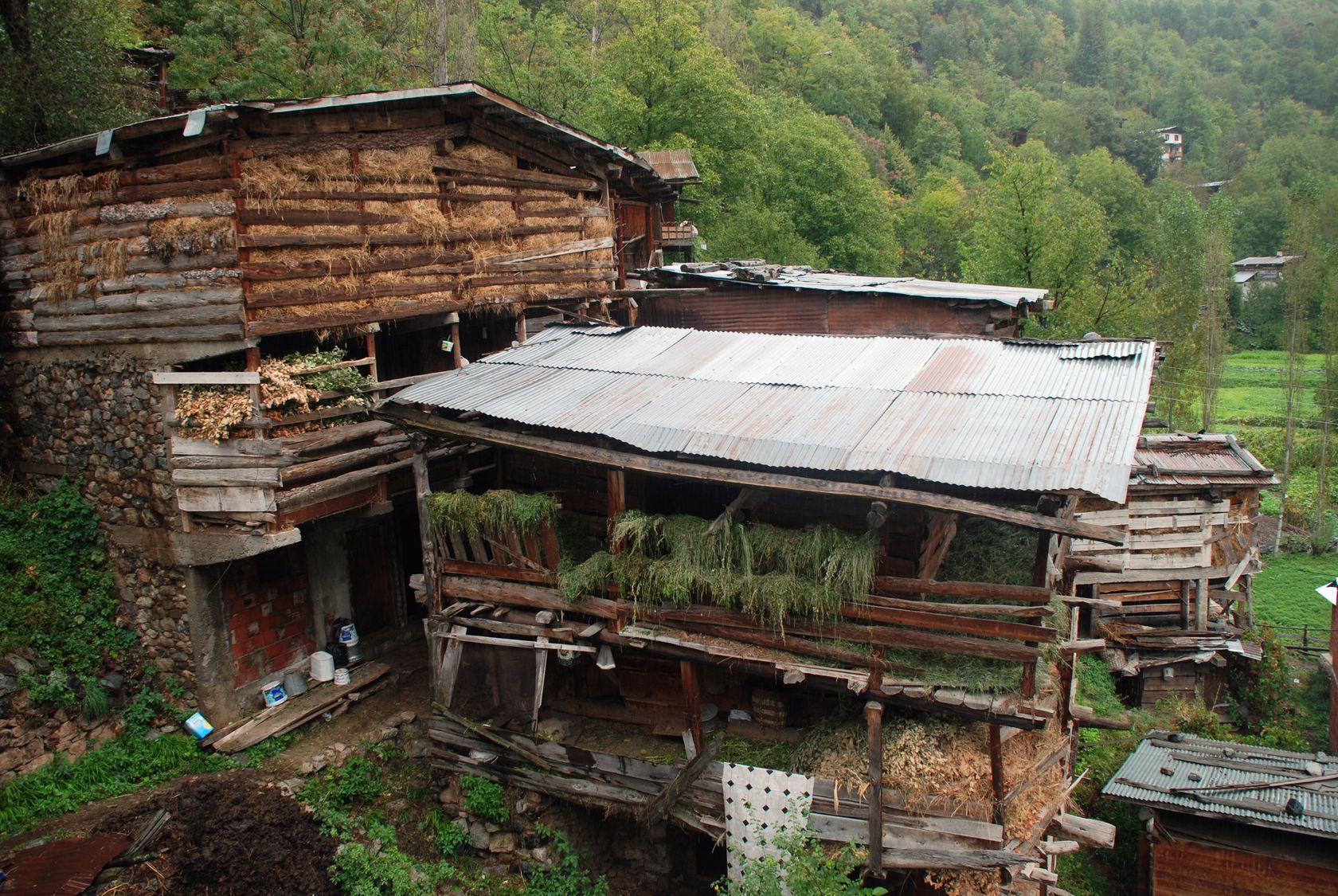
Ortsmitte. Die Lebensgrundlage der Bergdörfer ist Landwirtschaft, insbesondere Rinderhaltung

Barhal, auch Altıparmak, Parhal; (georgisch პარხალი, Parchali, Parkhali,) ist ein Bergdorf am Südhang des Ostpontischen Gebirges (Kaçkar Dağları) in der Provinz Artvin im Nordosten der Türkei. Die heute als Moschee genutzte Kirche von Barhal (Barhal Kilisesi) ist eine ehemalige Klosterkirche aus dem 10. Jahrhundert, die zum mittelalterlichen georgischen Königreich Tao-Klardschetien gehörte.

## Lage und Ortsbild
Koordinaten: 40° 58′ 15″ N, 41° 22′ 26″ O
| Barhal |

Die parallel zur Küste des Schwarzen Meeres verlaufenden Bergketten der Kaçkar Dağları gehören zum niederschlagsreichsten Gebiet der Türkei. Das Gebirge erreicht wenige Kilometer nördlich von Barhal 3600 Meter Höhe und fällt nach Süden steil zum Tal des Çoruh-Flusses ab. Zahlreiche kleine und größere  Bäche fließen durch die sich Richtung Südosten öffnenden Bergtäler dem Çoruh zu. 
Von der Schnellstraße zwischen Artvin und Erzurum zweigt eine Nebenstraße nach Westen ab, die dem Lauf des Çoruh flussaufwärts Richtung İspir folgend nach zehn Kilometern Yusufeli erreicht. Yusufeli ist der Hauptort des gleichnamigen Landkreises und Ausgangspunkt einer 27 Kilometer langen schmalen Bergstraße, die im Tal des Barhal Çayı (linker Nebenfluss des Çoruh) nach Nordwesten von etwa 700 Metern bis nach Barhal auf 1250 Metern Höhe führt. Außer einzelnen Gehöften ist das Straßendorf Sarıgöl auf zwei Dritteln der Strecke die einzige größere Siedlung im Tal. 

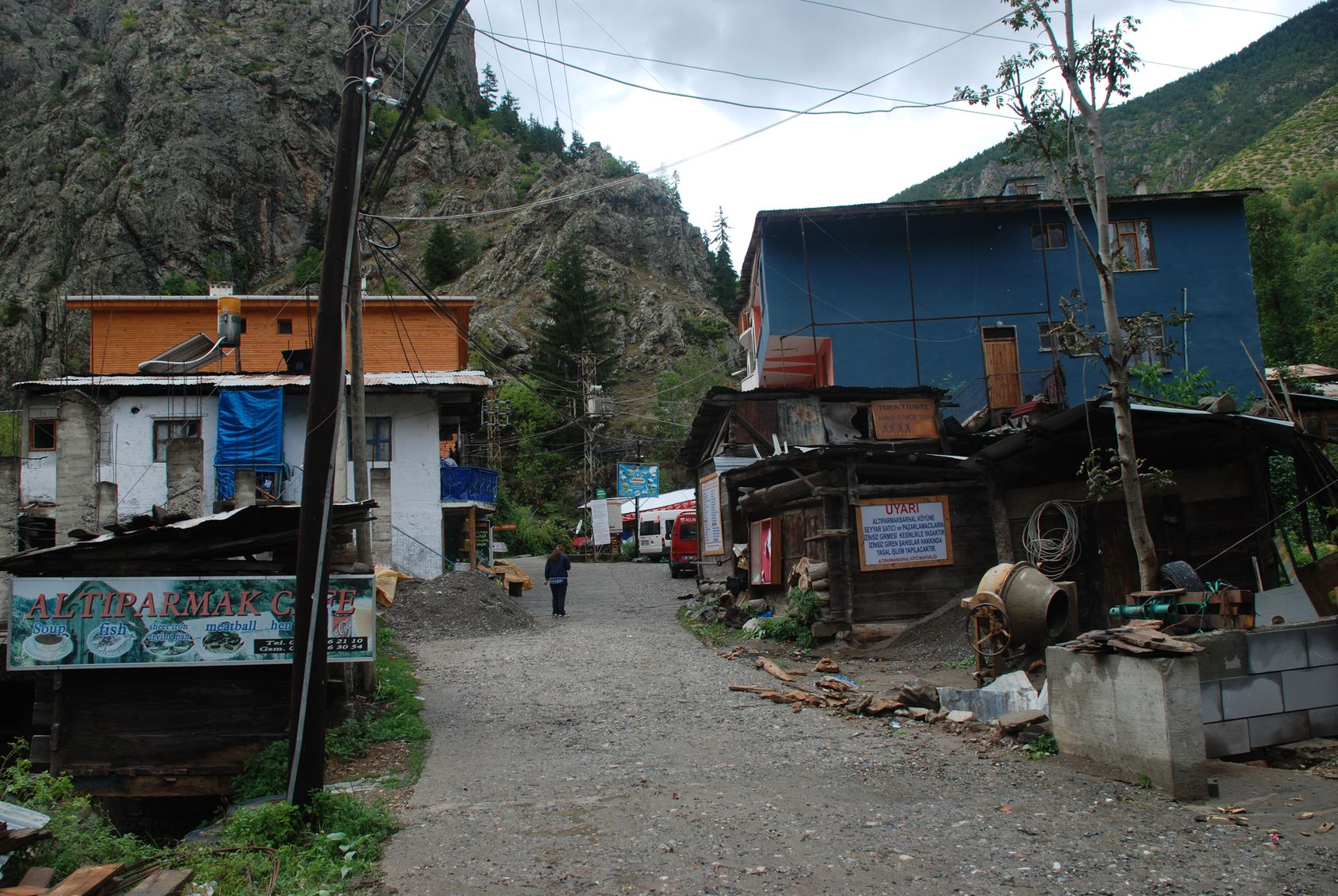
Ortsmitte. Zufahrt von Süden, im Hintergrund die Straßengabelung

Der Ortskern von Barhal liegt an der Einmündung eines von Norden kommenden Baches in den Barhal Çayı, entsprechend gabelt sich hier die Straße. Hinter der Moschee nach rechts, also im Seitental nach Norden verläuft ein Schotterweg, von dem nach einem Kilometer an einer Abzweigung rechts nach wenigen Metern die Kirche von Barhal oben am Hang zu sehen ist. Weiter den Fahrweg entlang stehen noch einzelne Gehöfte, die zu Barhal gehören. Der Weg führt später durch Nadelwald und hinauf zum Schmelzwassersee Karagöl unterhalb eines 3300-Meter-Gipfels. Die Fahrstraße über die Brücke in der Ortsmitte von Barhal nach Westen erreicht nach 24 Kilometern den 2100 Meter hoch gelegenen Ort Yaylalar. Von Yusufeli über Barhal nach Yaylalar fährt täglich mindestens ein Minibus. 
Es gibt Lebensmittelläden mit einem saisonalen Angebot an Obst und Gemüse, mehrere Teestuben, eine neue Moschee und drei Pensionen. Die Landwirtschaft wird von der Rinderhaltung bestimmt. Zu jedem Gehöft gehört ein Wirtschaftsgebäude, in dessen gemauertem Erdgeschoss nachts und im Winter ganztags die Rinder untergestellt werden. Darüber befinden sich ein bis zwei, meist aus Holzbrettern konstruierte Stockwerke, in denen Heu und sonstiges Viehfutter als Vorrat für die langen Wintermonate eingelagert wird. Auf terrassierten Feldern werden unter anderem Mais, Futterklee, Tomaten, Gurken und Auberginen angebaut. Ferner gedeihen Walnüsse, Kaki, Granatäpfel und Trauben.
Nach den ergiebigen Regenfällen im Winterhalbjahr eignet sich der Barhal-Fluss im Frühjahr für Wildwasserfahrten, die von Reiseveranstaltern angeboten werden. Die Gruppen übernachten meist in Barhal. Die ersten 12 Kilometer flussab von hier bis Sarıgöl werden als anspruchsvoll eingestuft, die weiteren 16 Kilometer bis Yusufeli sind leichter zu befahren. Daneben ist Barhal der von Süden kommend bekannteste Ausgangspunkt für Wanderungen in die Kaçkar-Berge. Saison für Gipfelbesteigungen und Überquerungen ist die Zeit von Juli bis Mitte August. Die Einwohnerzahlen sind trotz der Einnahmen aus dem Tourismusgeschäft rückläufig. Für das Jahr 2000 wurden 745 Einwohner angegeben, 2010 waren es noch 469. Ende 2022 betrug die Einwohnerzahl 370.

## Kirche von Barhal

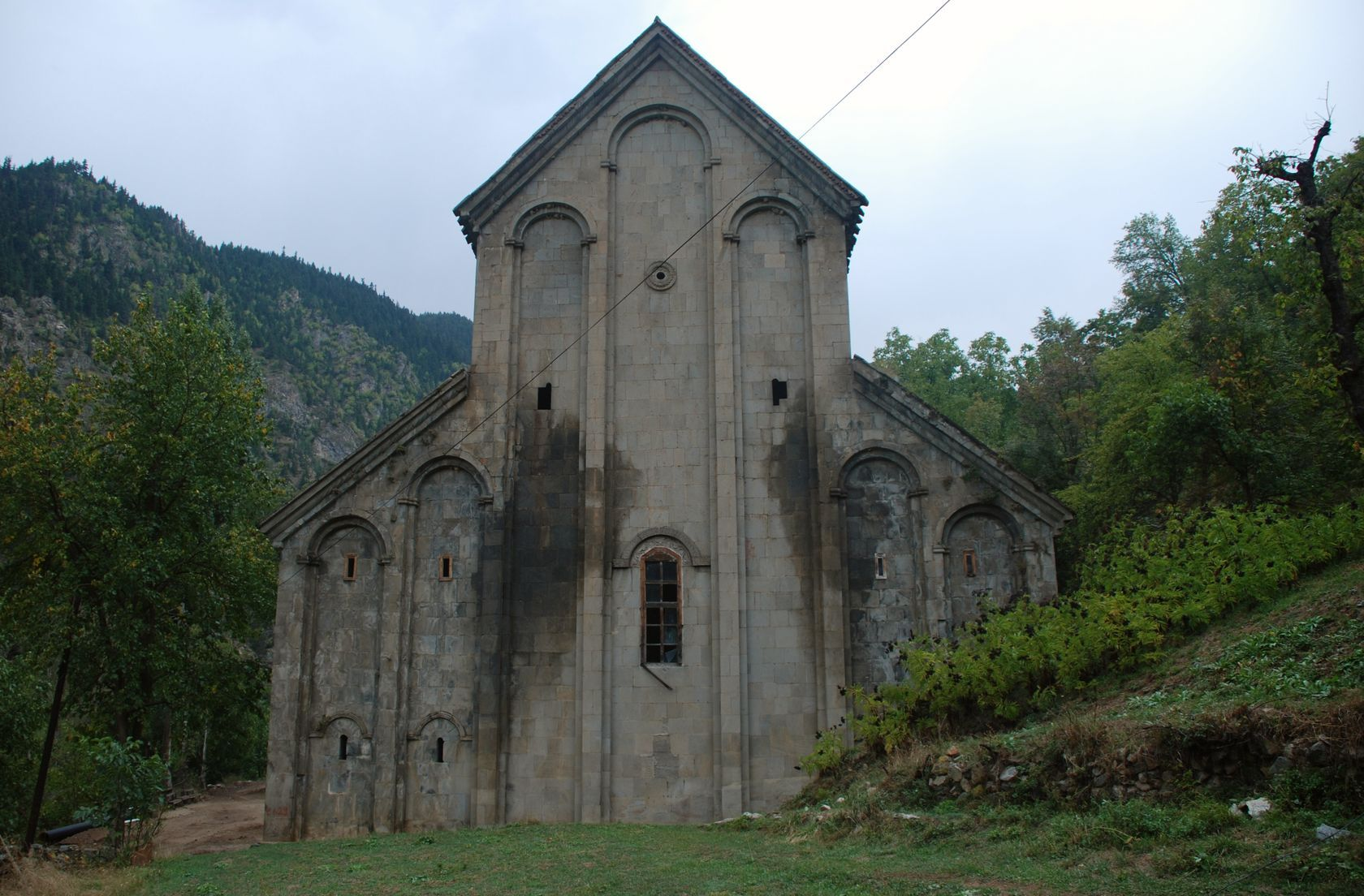
Ostgiebel

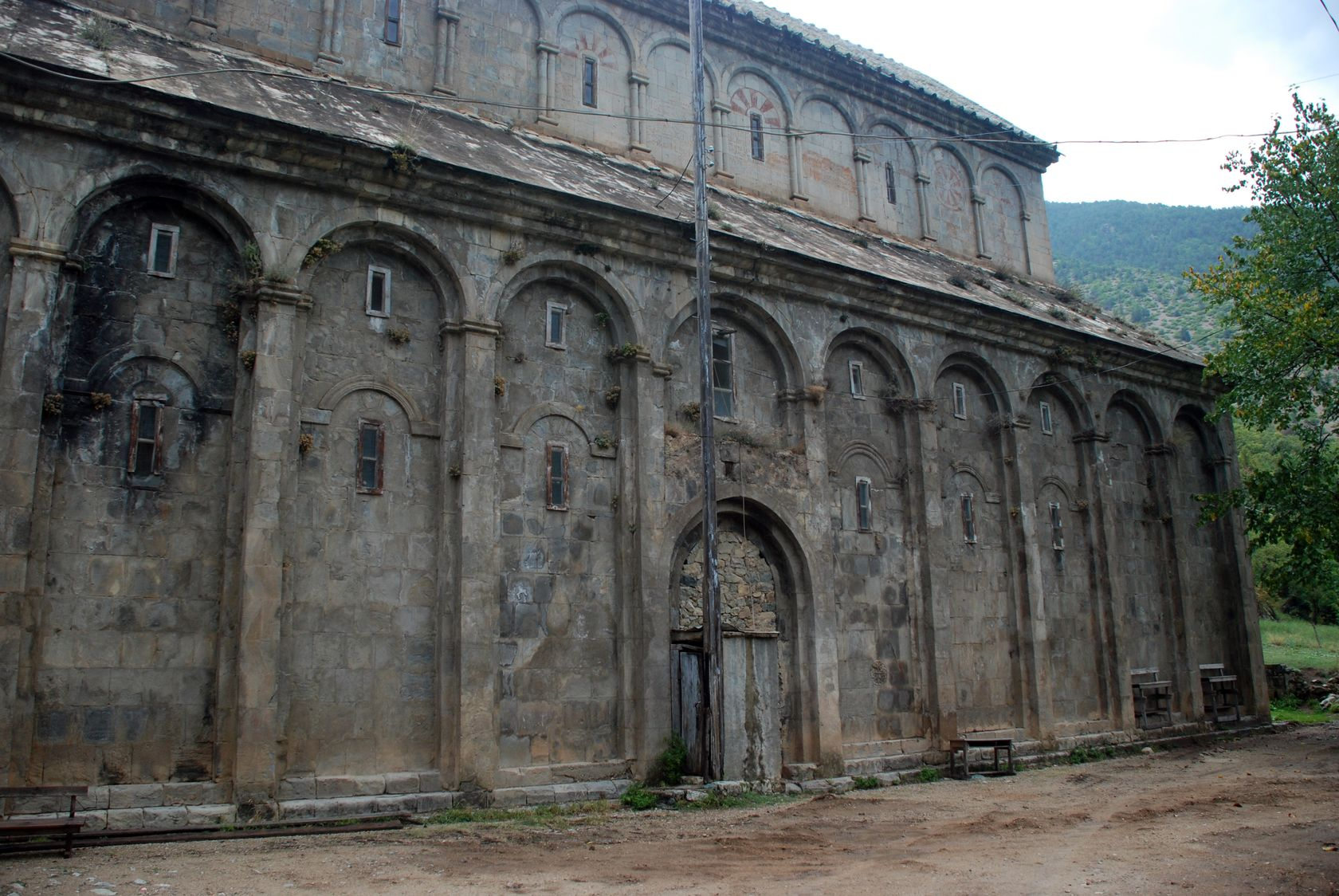
Südseite

### Geschichte
Im 9. und 10. Jahrhundert wurden zahlreiche Kirchen und Klöster in Tao-Klardschetien errichtet. Die Kirche von Barhal ist ein sehr ähnlicher, in der Bauplastik vereinfachter Nachbau der in einem anderen Bergtal gelegenen Dörtkilise, für die ein Baubeginn um 960 (nach 961), kurz vor oder zu Beginn der Herrschaft von David III., David dem Großen (reg. 961–1000), angenommen wird. Demnach muss mit dem Bau der Kirche in den 960er Jahren begonnen worden sein. Eine Inschrift an der Südfassade nennt David als Stifter. Spätestens 973 war sie fertiggestellt. Dieses Datum steht in einem „Barhal-Bibel“ genannten Manuskript, das in einem Kloster namens Schatberdi (vermutlich gleichzusetzen mit der erhaltenen Kirchenruine Yeni Rabat bei Ardanuç) abgeschrieben wurde und in dem der Neubau des Barhal-Klosters erwähnt wird. Zwei Kapellen in der Nähe werden in dieselbe Gründungszeit datiert.
Den heute verschwundenen Portikus vor der Südseite ließ König Alexander (reg. 1412–1442) errichten. Laut einer Inschrift im Innern wurde die Kirche während der Amtszeit des Patriarchen Johannes (1489–1507) restauriert. Der eingefallene Vorbau (Narthex) im Westen stammt vom Anfang des 16. Jahrhunderts. Einer öffentlichen Bekanntmachung der osmanischen Herrschaft von 1677 ist zu entnehmen, dass die Kirche zu einer Moschee umgebaut worden war. Der georgische Historiker Ekwtime Taqaischwili beschrieb 1917 Barhal wie auch die anderen georgischen Kirchen in der Türkei. Das Gebäude wird bis heute als Moschee genutzt und ist normalerweise verschlossen.

### Bauform
Die dreischiffige Basilika hat mit 28,4 × 18,7 Metern genau dieselbe Grundfläche wie die Dörtkilise. Sie erhebt sich über einer zweistufigen Sockelzone mit jeweils 22 Zentimetern Höhe. Die Tonnengewölbe des Langhauses werden von vier Pfeilerpaaren getragen; zwischen den westlichen Pfeilern ist eine hohe Empore eingebaut. An der Ostseite wird innerhalb der geraden Außenwand die halbrunde Apsis von zwei rechteckigen, zweigeschossigen Nebenräumen (Pastophorien) flankiert. Wie in Dörtkilise ist der zweite Jochbogen vor dem Altarraum verbreitert, hier war jedoch der erwünschte Raumeindruck eines Querschiffs von Anbeginn eingeplant.
Die Außenwände sind mit sauber gefügten, grauen Sandsteinplatten verkleidet. Das Dach ist nicht mit Tonziegeln, sondern mit ebenfalls grauen Steinplatten eingedeckt. Die vertikale Gliederung der Außenwände geschieht durch gleichförmige Blendnischenarkaden, die am Obergaden in gleicher Linie weitergeführt werden. Am Oberbau ruhen die Blendbögen auf schmucklosen Doppelsäulen, bei der Dörtkilise sind dagegen die Säulen kunstvoll spiralig gedreht. Die Blendbögen an den Giebelseiten sind in ihrer Höhe der Dachform angepasst, der mittlere ist etwas breiter und enthält an der Ostseite das einzige große Fenster und im Westen den Eingang, der heute im Dunkel des halbverfallenen Anbaus zu suchen ist. Die Wandfelder sind einheitlich 1,88 Meter breit, nur an den Eingängen wurden sie auf 2,38 Meter vergrößert. Die ursprünglichen Portale in den beiden Längswänden sind heute zugemauert. Alle drei Eingänge maßen 1,86 Meter in der Breite und 2,8 Meter in der Höhe.

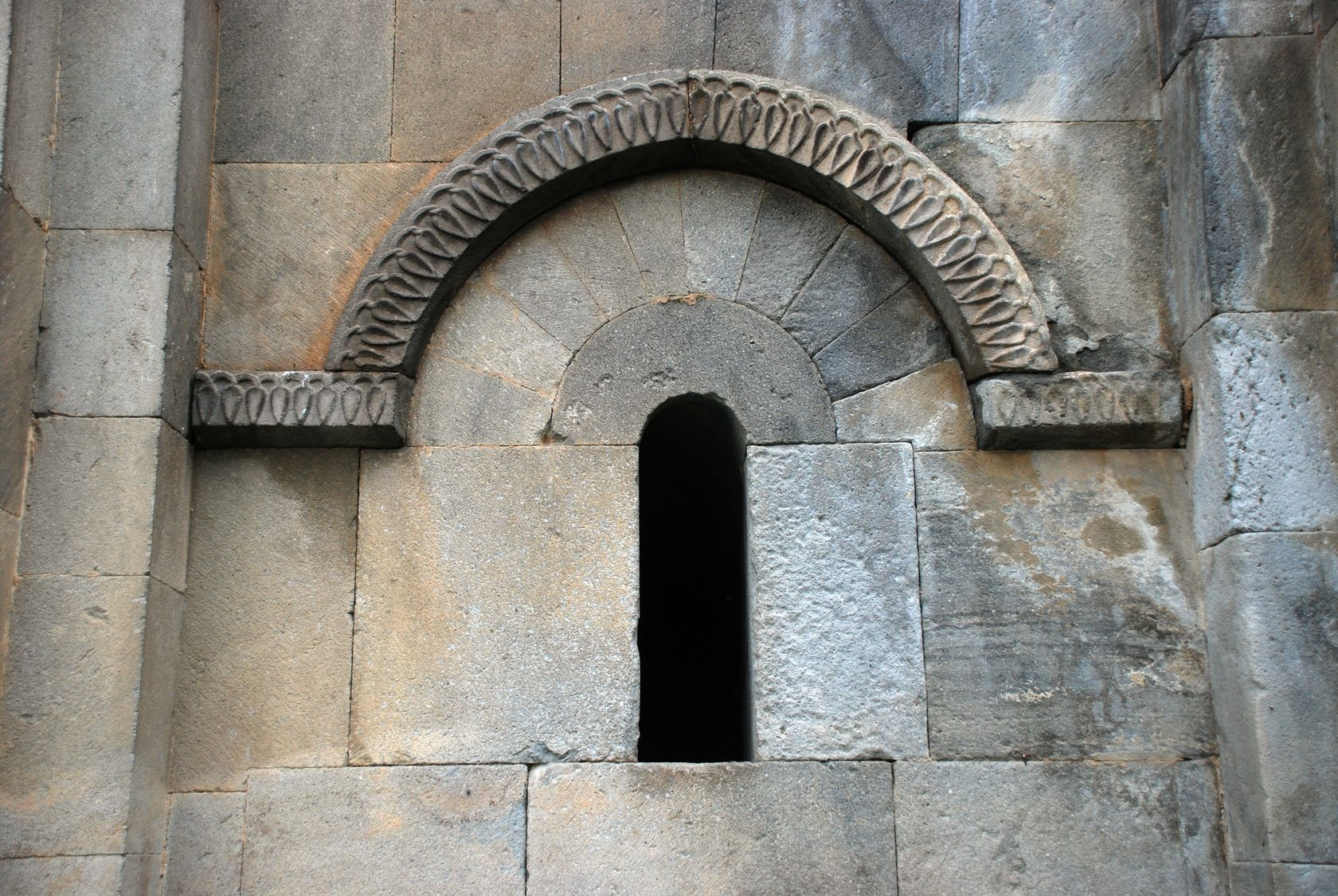
Blendbogen, Nordecke der Ostseite

Der Bauschmuck ist gegenüber Dörtkilise stark reduziert, nicht nur die Blendbögen sind schlicht. Einfache, aber fein gestaltete Bogenwülste finden sich über einigen Fenstern der Längsseiten. An der Westfassade stellt ein kleines Relief über dem nördlichen Fenster einen Betenden in Orantenhaltung dar, die Beischrift „Theodor“ bezieht sich vermutlich auf den Baumeister. An der Nordseite sind in den Bogenfeldern ein sich gegenüberstehendes Pfauenpaar und ein Löwe zu sehen. Die meisten anderen Formen sind geometrisch oder floral (Palmetten). Von solchen Dekorationen abgesehen sind die Außenwände glatt, der graue Farbton lässt das zwischen hohen Bergen eingezwängte Gebäude etwas düster wirken.
Die ursprünglich vorhandenen Fresken in der Apsis sind übermalt. Am zweiten Pfeilerpaar von Osten sind mit Blickrichtung zum Altar Sitznischen zu finden. Ein Relief in der südlichen Nische zeigt zusammen mit einem Engel eine Figur, die als Säulensteher Symeon gedeutet werden kann. Manche Details im Innern sind sogar feiner gearbeitet als beim Vorbild, zum Beispiel eine bogenförmige Nische unter dem Fenster in der Apsis.
Wie bei den anderen Klöstern gab es in der näheren Umgebung Außengebäude. 1,5 Kilometer südlich blieben an einem Berghang die Ruinen einer kleinen Kapelle mit einem an der Nordseite angebauten Nebenraum erhalten. Eine Hallenkirche mit den Außenmaßen 7,5 × 5,2 Meter und einer Rundapsis befand sich dort an der Spitze des Berges.
Neben Barhal sind die am besten erhaltenen georgischen Kirchen der Region Dörtkilise, İşhan östlich von Yusufeli, sowie Öşk Vank und Haho, die von der Hauptstraße zwischen Yusufeli und Tortum erreichbar sind.